# Pristimantis minutulus
Pristimantis minutulus là một loài động vật lưỡng cư trong họ Strabomantidae, thuộc bộ Anura. Loài này được Duellman & Hedges mô tả khoa học đầu tiên năm 2007.

## Hình ảnh

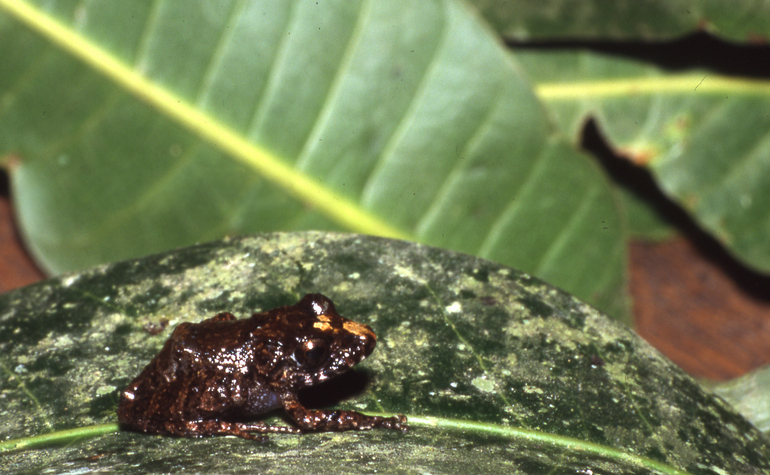